# Tabelbala
Tabelbala (en arabe : تبلبالة, en berbère : Tabelbalt) est une commune algérienne de la wilaya de Béni Abbès, située à environ 145 km au sud-ouest de Béni-Abbés et à 400 km au sud de Béchar.

## Géographie

### Situation
Le territoire de la commune de Tabelbala est situé au sud-ouest de la wilaya de Béchar.
| ? (Maroc)             | ? (Maroc)             | Erg Ferradj, Mechraa Houari Boumedienne, Igli |
| ? (Wilaya de Tindouf) | Tabelbala             | Beni Abbes, Kerzaz, Timoudi                   |
| ? (Wilaya de Tindouf) | ? (Wilaya de Tindouf) | ? (Wilaya d'Adrar)                            |

### Relief et hydrologie
La ville de Tabelbala est une oasis isolée du monde; située au sud ouest de l'Algérie, elle dépend de la wilaya de Béchar. Elle s'étend dans une palmeraie de plus de 12 kilomètres, située entre l'Erg Er Raoui et le Djebel Lakhal ou k'hal.

### Localités de la commune
Lors du découpage administratif de 1984, la commune de Tabelbala est constituée des localités suivantes :
- Tabelbala
- Cherraya
- Zaouiet Sidi Zekri
- Makhlouf
- Zeraïb
- Boutbiga
- Hassi Kharet

## Étymologie et origine
- Si vous ne connaissez pas le sujet, laissez ce bandeau (vous pouvez alors contacter les auteurs).
- Si vous supprimez le contenu mis en cause (vous pouvez préalablement contacter les auteurs),

argumentez précisément cette suppression dans la page de discussion
(un manque de référence n'est pas un argument ; une recherche réelle de référence doit avoir été effectuée, être formellement documentée).
En 1283 Raymond Lulle, intellectuel majorquin du XIIIe siècle, écrit : « Le Cardinal (allusion à un chapitre général des Dominicains tenu à Montpellier en 1283), partageant le monde en 12 provinces, envoya dans chacune d'elles un messager pour en connaître l'état. Il advint qu'allant au midi l'on trouva une caravane (allant de Tagaza à Sigelmasse) de 6 000 chameaux chargés de sel qui partaient d'une ville nommée Tabelbert pour le pays où le fleuve de Damiette prend sa source. L'affluence était telle en ce pays-là qu'il vit vendre en 15 jours toutes les charges de sel, les gens y étaient tous nègres idolâtres - joyeux vivants et sévères justiciers - tout leur avoir était mis en commun ».
La contrée est ensuite mentionnée par Léon l'Africain : « ... pour maintenant (me réservant beaucoup de choses en la seconde partie de l’Afrique), je vous décrirai les noms d'une région occidentale qui sont : Tesset, Guaden, Ifren, Hacca, Dare, Tebelbert, Taqsa, Fercale, Segellamesse, ... ». Le même : « Tebelbert est une contrée au milieu du désert de Numidie, distante d'Atlas, environ deux cents miles, et cent de Segelmesse, du côté de Midy, contenant en son pourpris seulement trois châteaux qui sont bien peuplés, dont le territoire ne produit autres que des dattes ayant grand'faute d'eau et uses les habitants de chair d'autruches et de cerfs qu'ils prennent à la chasse. Ils font grand train de marchandises en la terre des noirs mais d'autant que les Arabes les ont rendus tributaires, ils sont réduits à une extrême pauvreté ».
En 1536, Luis del Mármol Carvajal, évoque de nouveau la contrée : « Tebelbert est situé au milieu du désert de Numidie à soixante et dix lieuses du grand Atlas et à trente-quatre de sidjilmessa. Les habitants bien que trafiquant au pays des nègres sont fort misérables parce qu'ils sont opprimés par les Arabes de la tribu des Ouled Hamroun qui tout l'hiver sont dans le désert et vont pendant l'été dans la province de Garet au royaume de Fès. Cette tribu est la plus puissante de la Numidie ».
Tebelbert ou Tabelbert est décrit en 1636 : « C'est une habitation au milieu du désert de Numidie à 70 lieues du gran Atlas du côté du midi et à 34 de Segelmesse. Il y a trois petites villes peuplées et de grandes contrées de palmier dont le fruit est excellent. Mais on y a grande faute d'eau et de chair et on chasse aux autruches et aux cerfs que l'on mange. La capitale est située le 23°,10 de longitude et sous 29°,30 minutes de latitude. Encore que les habitants trafiquent au païs des nègres, ils vivent for mal parce qu'ils relèvent des Arabes ».
Le Chérif Mulay Mohammed et la Caid Ali, centenier de la Garde Noire du Sultan, ont dicté leurs souvenirs en 1822 au représentant de la France à Tanger : « Du Tafilalet, on se rend à Ain el Abbas à travers un désert fréquenté par les gazelles et des autruches. Le quatrième jour, on atteint Tabiltat, localité habitée par des gens qui vivent dans des cabanes de papyrus(?), on y trouve des puits et le pays assez fertile produit de l'orge... ».
Au XIe siècle, les Lemtoun (Al moulatamoun) seraient les premiers occupants de Tabelbala. Ils étaient nomades entre l'Iguidi et les chaines rocheuses qui s'en détachent vers le nord. Ils occupent le pays et creusent les premiers foggara. C'est à eux que les indigènes rapportent la plupart des ruines dont ils ne s'expliquent pas l'origine : Mkhadda ga keddayou(oreiller de la petite maison), maniskafen...etc.
Les ruines de Qasba Kerroun, Serahna, Tutarsint et Tabakant situés au nord-ouest de la palmeraie ne sont attribuées à aucun fondateur, l'étymologie elle-même n'apporte aucun élément valable. Après le départ des Lemtoun, Tabelbala serait déserte quarante années.
L'histoire de la population actuelle commence avec Sidi Zekri qui a appartenu à une famille chérifienne du Tafilalet, il a édifié un ksar dont on retrouve les traces auprès du ksar actuel de Zaouia Imden ou Imanden. Il attira à Tabelbala des habitants du Drâa et du Tafilalet qui amenèrent avec eux leurs esclaves.
Sidi Zekri descend de Fatima Zahra, il est très vénéré au Maroc, à Meknès et à Izaren près de Mogador. D'après les traditions, il aurait abandonné le Drâaà la recherche d'une chamelle qu'il retrouva à Tabelbala. Il a fait venir des colons. Les caravanes qui partaient à Araouan fréquentaient régulièrement l'oasis.
À la mort de Sidi Zekri, d'autres familles maraboutiques s’installent. Sidi Brahim, fils Abd er-Rafia, vécut au XIIe siècle à l'époque prospère de Tabelbala. Son thaleb, Abd al Rahmane(surnommé El Oucer, à cause de ses grandes richesses) posséda d'importants troupeaux et laissa son nom à sa zone favorite de nomadisme, Dhaiat al Oucer. Au XIIe siècle, Sidi Makhlouf, originaire d'Ansar, est venu de Figuig et se fixa à Tabelbala.

### Conquête française
En 1905, après le combat de Noukhila, le Capitaine Regnault est envoyé en reconnaissance à Tabelbala. En 1908, le Capitaine Martin, de passage à Tabelbala, se heurte à l'hostilité de la population, particulièrement marquée chez les Ait Sful, il Bombarde Cheraya.
En 1910, le Capitaine Clermont-Gallerande exerce une surveillance directe dans la région du Mahjez et occupe Tabelbala. Un bordj militaire est construit. L'administration militaire française dura 51 années.

## Population
Est constituée principalement des Haratins (descendants d'esclaves Mandingues) les premiers sédentaires de l'oasis. Leur origine nilosaharienne Songhai a beaucoup contribué à l'émergence du dialecte belbali. Selon leur statut d'esclave, les haratins de Tabelbala n'ont jamais été des propriétaires des terres. Leur seul propriété est la seguia des Haratins concédée lors de l'occupation française. Les principaux groupes sont :
- Les Ouled Bouaza établis à Makhlouf (yami)
- Les Ouled Biri, établis à Zaouia (kora) de Ouledd Biri, se ramifient les autres groupes des Haratins.
- Les Ouled Sidi Brahim sont les premiers Arabes ansar venus de Seguia al Hamra.
- Les Ouled Belaciad (origine inconnu) qui veut dire entre les communautés des Ouled Sidi Brahim et les Ouled Sidi Larbi (Zaouia)
- Les Ouled Sidi Larbi à apparence subsaharienne songhai à l'exception des Bensouhil, établis à Zaouia (origine à agencer)
- Les Ait Sful, ethnie berbère, sont établis à Cheraya (Ifranyou) après avoir quitté Kora à la suite d'un différend qui les a opposés à Ouled Sidi Larbi.
- Les Arib
- Les Chaamba, nomades d'origine arabe, en général installés au village.

Les autres groupes ne sont que des migrants parmi lesquels des Ouled Djerir (une famille seulement) venue à Tabelbala après les rezzou (pillage) des reguibat d'Iguidi en 1875, à qui s'ajoutent des familles aux origines inconnues venues vraisemblablement de la vallée de la Saoura et du Hoggar pour s'installer à (Iami) Makhlouf et forment actuellement la population de cette localité en voie de disparition (Makhlouf) qui compte à peu près trente habitants.

### Langue
Les habitants de Tabelbala parlent le Korandjé.
Les Belbali(s) ou les belbala(s) est une communauté originaire de l'Afrique sud saharienne et sont les premiers occupants de Tabelbala. Ils parlent une langue autre que l'arabe et le Tamazight, c'est le Korandjé.

## Personnalités liées
- Makhluf al-Balbali (mort vers 1533), érudit musulman.
- Abdellah El-Hamel (1971-), poète.